# Sergueï Kotov
Pour le patrouilleur russe, voir Sergueï Kotov (383).
Sergueï Arkhinovitch Kotov - en russe Сергей Архипович Котов - (né le 9 janvier 1950 à Kazan en URSS) est un joueur professionnel russe de hockey sur glace devenu entraîneur.

## Biographie
Formé au CS IM Ouritskogo, il commence sa carrière en 1968. Après une saison au SKA Kouïbychev, il remporte le championnat d'URSS avec le HK CSKA Moscou en 1972. Il rejoint alors les Krylia Sovetov. Il a représenté l'URSS à 11 reprises (3 buts) en 1974. Il a participé à la Série du siècle 1974. En 1986, il met un terme à sa carrière après une saison avec l'Innsbrucker EV dans le championnat d'Autriche. Il devient alors entraîneur.

## Statistiques
| Saison  | Équipe         | Ligue    |    | Saison régulière | Saison régulière | Saison régulière | Saison régulière | Saison régulière |   | Séries éliminatoires | Séries éliminatoires | Séries éliminatoires | Séries éliminatoires | Séries éliminatoires |
| Saison  | Équipe         | Ligue    | PJ | B                | A                | Pts              | Pun              | PJ               | B | A                    | Pts                  | Pun                  |                      |                      |
| 1971-72 | CSKA Moscou    | URSS     | 9  | 1                | 0                | 1                | 0                |                  |   |                      |                      |                      |                      |                      |
| 1978-79 | Krylia Sovetov | URSS     | 44 | 14               | 13               | 27               | 10               |                  |   |                      |                      |                      |                      |                      |
| 1979-80 | Krylia Sovetov | URSS     | 42 | 19               | 14               | 33               | 6                |                  |   |                      |                      |                      |                      |                      |
| 1980-81 | Krylia Sovetov | URSS     |    | 15               | 11               | 26               | 10               |                  |   |                      |                      |                      |                      |                      |
| 1981-82 | Krylia Sovetov | URSS     |    | 17               | 13               | 30               | 0                |                  |   |                      |                      |                      |                      |                      |
| 1982-83 | Krylia Sovetov | URSS     | 53 | 18               | 18               | 36               | 4                |                  |   |                      |                      |                      |                      |                      |
| 1983-84 | Krylia Sovetov | URSS     | 2  | 0                | 0                | 0                | 0                |                  |   |                      |                      |                      |                      |                      |
| 1985-86 | Innsbrucker EV | Autriche | 16 | 9                | 12               | 21               | 8                |                  |   |                      |                      |                      |                      |                      |